# فهرست نام‌های ایرانی بر روی اجرام فضایی
فهرستی از نام‌های برگرفته از فارسی و دیگر زبان‌های ایرانی یا نام دانشمندان و بزرگان ایرانی که بر روی عوارض جغرافیایی کرات و سیارات در درون و بیرون سامانه خورشیدی گذاشته شده‌است. این نام‌ها توسط اتحادیهٔ بین‌المللی اخترشناسی انتخاب و تأیید می‌شود.
اگر بخواهیم ردپایی از نام‌های ایرانی را در فضا پیدا کنیم، کوه‌ها و گودال‌های بسیاری در سیاره‌ها، قمرها و سیارک‌های منظومهٔ خورشیدی می‌یابیم که به نام دانشمندان، شاعران، پادشاهان و شخصیت‌های داستان‌های معروف ایرانی نامگذاری شده‌است، اما با وجود نامگذاری اجرام منظومهٔ خورشیدی با نام‌های مختلف ایرانی، تا به حال ایرانیان سهمی در نامگذاری اجرام ورای منظومهٔ خورشیدی نداشتند.
عوارض عطارد (پدیده‌های جغرافیایی که در این سیاره وجود دارد)، کوچک‌ترین سیارهٔ منظومهٔ خورشیدی، به یادبود شعرای ایرانی همچون رودکی، فردوسی، نظامی، سعدی، مولوی و بدیع‌الزمان همدانی نامگذاری شده‌است. ونوس، ایزدبانوی عشق و زیبایی در اساطیر رومی، سیاره‌ای است که جایگاه نامگذاری زنان در اجرام آسمانی را به خوبی نشان می‌دهد. الهه‌ها و نام‌هایی با ریشهٔ اساطیری ایرانی مانند آناهیتا، آرامایتی و سپندارمز و نام‌های دخترانهٔ تهمینه، رکسانا، هنا، میترا و پروین در کنار نام دکتر آذر اندامی (پزشک و باکتری‌شناس و پژوهشگر انستیتو پاستور)، بر سطح عوارض سیارهٔ زهره می‌درخشد.
یکی از نکاتی که در نامگذاری عوارض سیارات و قمرهای آن‌ها اهمیت دارد، هماهنگی نام‌های آن‌ها است. برای مثال مریخ، با نام مارس (خدای جنگ در اساطیر روم باستان)، امروزه نام‌های مربوط به جنگ و نبرد را از فرهنگ‌های مختلف در خود جای داده‌است. با این حال تا به امروز ایرانیان سهمی در نامگذاری اجرام ورای منظومهٔ خورشیدی نداشته‌اند. مشارکت کنونی ایران در «پویش نامگذاری ستارهٔ مادر و سیارهٔ فراخورشیدی»، نخستین تلاش جدی، برای نامگذاری جرم یا اجرامی در ورای منظومهٔ خورشیدی به نامی مفهوم در زبان فارسی و با هویت ایرانی است.
اتحادیهٔ بین‌المللی اخترشناسی، طی حرکت مبتکرانه‌ای پویشی راه‌اندازی کرده‌است که در آن به کشورهایی که طرح خود را به تأیید این اتحادیه رسانده‌اند، امکان برگزاری یک کمپین ملی، برای نامگذاری یک ستاره و سیارهٔ فراخورشیدی را می‌دهد. این کشورها نام برگزیدهٔ خود را به این اتحادیه ارائه کرده و پس از تصویب، برای همیشه ماندگار می‌شود. منظومهٔ در نظر گرفته شده برای ایران، ویژگی‌های تقریباً مشابهی را با زمین و خورشید دارد. فاصلهٔ تقریباً یکسان سیاره از ستارهٔ مادر با فاصلهٔ زمین از خورشید و دورهٔ گردش حدوداً ۳۰۰ روزهٔ سیاره به دور ستاره که تقریباً مشابه یک سال زمینی است، از جمله این ویژگی‌ها است.
کمیتهٔ ملی پویش نامگذاری ستارهٔ مادر و سیارهٔ فراخورشیدی، از طرف اتحادیهٔ بین‌المللی اخترشناسی، امکان یافته‌است تا در مرحلهٔ نخست در قالب پیشنهادهای ۱۰۰ واژه‌ای، نام ستاره و سیارهٔ پیشنهادی را از عموم شهروندان ایرانی دریافت کند و پس از امتیازدهی در کمیتهٔ ملی، ۱۰ نام برگزیده برای سیارهٔ فراخورشیدی و ۱۰ نام برگزیده برای ستارهٔ مادر آن را برای رأی‌دهی بگذارد. پس از پایان مهلت رأی‌دهی، نام برگزیده و دو نام پشتیبان برای ستاره و سیارهٔ مورد نظر به اتحادیهٔ بین‌المللی اخترشناسی، اعلام و تا انتهای سال میلادی جاری، نام منتخب مصوب و اعلام می‌شود.

## فهرست ۱۱ جرم اصلی به ترتیب وسعت
فهرست ۱۱ جرم اساسی منظومه شمسی شامل ۹ سیاره به اضافه ماه و خورشید با نام‌های فارسی، عربی و بین‌المللی (انگلیسی) به ترتیب مساحت به شرح زیر است:
| ردیف | نام فارسی      | نام عربی    | نام بین‌المللی | تلفظ فارسی  | سایر نام‌ها            | ریشه نام بین‌المللی                     | وسعت (کیلومتر مربع) | چندبرابر زمین |
| ---- | -------------- | ----------- | ------------- | ----------- | --------------------- | -------------------------------------- | ------------------- | ------------- |
| ۱    | خورشید         | شمس         | Sun           | سان         | خور، هور، مهر، روز    | برگرفته از زبان‌های هندواروپایی         | ۶٬۰۹۰٬۰۰۰٬۰۰۰٬۰۰۰   | ۱۱٬۹۹۰        |
| ۲    | هرمز           | برجیس       | Jupiter       | ژوپیتر      | هرمز، اورمزد، زاوش    | ژوپیتر پادشاه خدایان در اساطیر رومی    | ۶۱٬۱۴۱٬۹۰۰٬۰۰۰      | ۱۲۱٫۹         |
| ۳    | کیوان          | زحل         | Saturn        | ساتورن      | -                     | ساتورن خدای کشاورزی در اساطیر رومی     | ۴۲٬۷۰۰٬۰۰۰٬۰۰۰      | ۸۳٫۵          |
| ۴    | سروش           | -           | Uranus        | اورانوس     | -                     | اورانوس خدای آسمان در اساطیر رومی      | ۸٬۱۱۵٬۶۰۰٬۰۰۰       | ۱۵٫۹          |
| ۵    | هما            | -           | Neptune       | نپتون       | -                     | نپتون خدای آب و دریا در اساطیر رومی    | ۷٬۶۱۸٬۳۰۰٬۰۰۰       | ۱۵            |
| ۶    | زمین           | ارض         | Earth         | ارث         | -                     | برگرفته از زبان‌های هندواروپایی         | ۵۱۰٬۰۷۲٬۰۰۰         | ۱             |
| ۷    | ناهید          | زهره        | Venus         | ونوس        | -                     | ونوس خدای عشق در اساطیر رومی           | ۴۶۰٬۲۳۰٬۰۰۰         | ۰٫۹۱          |
| ۸    | بهرام          | مریخ        | Mars          | مارس        | سیاره سرخ             | مارس (مارتیوس) خدای جنگ در اساطیر رومی | ۱۴۴٬۷۹۸٬۵۰۰         | ۰٫۲۸          |
| ۹    | تیر            | عطارد       | Mercury       | مرکوری      | -                     | مرکوری یکی از خدایان در اساطیر رومی    | ۷۴٬۸۰۰٬۰۰۰          | ۰٫۱۵          |
| ۱۰   | ماه            | قمر         | Moon          | مون         | -                     | برگرفته از زبان‌های هندواروپایی         | ۳۷٬۹۳۰٬۰۰۰          | ۰٫۰۷۴         |
| ۱۱   | زامیاد         | -           | Pluto         | پلوتو       | پلوتون (تلفظ فرانسوی) | پلوتو خدای جهان زیرین در اساطیر رومی   | ۱۷٬۷۹۰٬۰۰۰          | ۰٫۰۳۵         |
| کل   | سامانه خورشیدی | منظومه شمسی | Solar System  | سولار سیستم | -                     | -                                      | -                   | -             |

- با توجه به اینکه سه سیاره دورتر از زمین یعنی اورانوس و نپتون و پلوتو در قرون متاخر کشف شدند فاقد نام‌های رایج فارسی و عربی هستند.
- مرکوری به معنی عنصر جیوه نیز هست.
- مارس عنوان یکی از ماه‌های میلادی نیز هست.

## نزدیکی به خورشید
نزدیک‌ترین سیاره منظومه شمسی به خورشید، تیر و دورترین پلوتو است و به ترتیب نزدیکی به خورشید به شرح زیر است:
1. تیر (سیاره زمین‌سان)
2. ناهید (سیاره زمین‌سان)
3. زمین (سیاره زمین‌سان)
4. بهرام (سیاره زمین‌سان)
5. مشتری (غول گازی)
6. کیوان (غول گازی)
7. اورانوس (غول یخی)
8. نپتون (غول یخی)
9. پلوتو (سیاره کوتوله)

## خورشید و ماه

### ماه
کوه‌ها:
- کوه اردشیر، به نام اردشیر پادشاه ایران

دهانه‌های برخوردی:
- بیرونی، از نام ابوریحان بیرونی
- ابن‌سینا
- ابن هیثم، دانشمند ایرانی
- خوارزمی، دانشمند ایرانی
- ابوالوفا، ابوالوفای بوزجانی، اخترشناس ایرانی
- عبدالرحمان صوفی، اخترشناس ایرانی
- نصیرالدین، از نام خواجه نصیر طوسی
- عمر خیام (نام گذاری دهانه‌ای در ماه، به افتخار عمر خیام. در لبه غربی ماه، دهانه‌ای برخوردی به قطر ۷۰ کیلومتر قرار گرفته که به افتخار عمر خیام، ریاضیدان، منجم و شاعر فارسی‌زبان نام‌گذاری شده‌است و هر از گاهی می‌توان آن را به سختی مشاهده کرد. این دهانه با موقعیت ۵۸ درجه شمالی و ۱۰۲٫۱ درجه غربی، عملاً در پشت ماه قرار گرفته و بعضی وقت‌ها به دلیل حرکت رخگرد ماه در لبه قمر زمین قرار می‌گیرد؛ اگر در این شرایط وضعیت تابش نور خورشید مساعد باشد، می‌توان این دهانه را از لبه مشاهده کرد اما تنها روش تماشای این دهانه به شکل کامل، عکس‌برداری از مدار ماه است. اندازه این دهانه و تعدد دهانه‌های کوچک‌تر روی آن از عمر چند میلیارد ساله این دهانه حکایت دارد. نام این دهانه در سال ۱۹۷۰/۱۳۴۹ توسط اتحادیه بین‌المللی نجوم IAU به تصویب رسید)
- فرغانی، از نام ابن کثیر فرغانی
- الغ‌بیگ
- فیروز
- ثریا (نامیده به نام زنان ایرانی)، در دهانه آلفونسوس
- شهناز

## سیارات
فهرست بر اساس نزدیکی به خورشید مرتب شده‌است:

### ۱-تیر
دهانه‌های برخوردی:
- ابونواس (شاعر ایرانی‌تبار زبان عرب)
- بدیع‌الزمان همدانی
- نظامی، از نام نظامی گنجوی
- رودکی
- سعدی
- استاد عیسی، معمار ایرانی تاج محل

### ۲-ناهید
تعداد زیادی از حفره‌های برخوردی بر روی زهره بر اساس نامهای ایرانی است مانند استر، فیروزه، پریشان، و غیره. یکی از دهانه‌های برخوردی به نام خانم دکتر آذر اندامی است. یکی از کوه‌های سطح زهره هم تحت نام سپندارمذ است که یکی از امشاسپنان زرتشتی است و نام ماه اسفند از آن مشتق شده‌است.
حفره‌های برخوردی سطح ناهید:
- اندامی، به نام آذر اندامی، پزشک ایرانی
- انوش
- استر
- فیروزه
- گلناره
- یاسمن
- کوتوره (از افغانی)
- مامه‌جان (به کار رفته در ترکمنی)
- پریشان
- پروینه (از تاجیکی)
- پاشا
- رکسانا
- سایلی‌گل (از تاجیک)
- شاه‌صنم
- تایرا (از زبان آسی)
- وشتی
- زرینه
- وارد (ارمنی از ورد فارسی به معنی گل)

تاج‌وارهای (coronae) ناهید:
- ارمائیتی
- میترا
- زمین

کوه‌ها:
- آتسیرخوس (دختر خورشید، از آسی)
- آپی (ایزد سکایی)
- اوزا (Ozza) ایزدبانوی ایرانی
- اسپندارمذ، مادرخدای ایرانی

### ۳-بهرام
چهار دهانه در مریخ به نام چهار شهر ایران نامگذاری شده‌اند شامل: بم، لار، طرق (از توابع نطنز) و زرند.
کره مریخ:
حفره‌ها:
- لار
- زرند
- گَرم (به نام شهر گرم تاجیکستان)

دره‌وارها:
- دره بهرام
- دره هیپانیس، واژه رود در زبان سکایی

کانال‌ها:
- ارس
- باختر (Bactrus)
- خواسپس، نام قدیم رود کرخه
- گیندس (Gyndes) (نام قدیم رود دیاله کردستان عراق)
- وخش (Oxus)، نام کهن آمودریا
- سیتاک (Sitacus)، رودی در پارس

### ۴-هرمز
قمر ایو:
- کوه زال
- رشته‌دهانه: اهورا مزدا
- دهانه‌های کم‌ژرفا:
- اشا
- آتر
- مزدا
- کاوه
- مهر
- میترا
- کوردالاگون (آسی)
- منطقه: باختر (Bactria)
- منطقه: ماد

ماه گانیمد از سیاره هرمز
یکی از دهانه‌های برخوردی بر روی این ماه «چیستی» نام دارد که یکی از ایزدان زرتشتی است که در ویسپرد از او یاد شده‌است

### ۵-کیوان
ماه رئا سیاره کیوان
دهانه برخوردی اورمزد بر روی این ماه است
قمر دایونی:
- دهانه برخوردی: مغ (Magus)

قمر انسلادوس: (تعداد زیادی از شخصیتها و مناطق ذکر شده در کتاب هزار و یک شب در نامگذاری مناطق مختلف این ماه کیوان به کار رفته‌اند مانند حفره خراسان یا شیراز)
- شیاروار (Sulcus) بغداد
- شیاروار سمرقند
- خندق‌وار (Fossa) بصره (از بسراه فارسی)
- خندق‌وار اسبانیر
- خندق‌وار خراسان
- خندق‌وار انبار
- خندق‌وار دریابار
- دهانه بهرام
- دهانه خسرو
- دهانه دنیازاد
- دهانه شهرزاد
- دهانه شهریار
- دهانه پری‌بانو
- دهانه شیرین
- دهانه جهانشاه
- دهانه سندباد
- دهانه علی‌بابا

### ۶-اورانوس
قمر آریل اورانوس
دهانه برخوردی آبان بر اساس ایزد زرتشتی آپام نبات نامگذاری شده‌است
بر روی قمر اومبریل
- پری

قمر آریل اورانوس
دهانه برخوردی آبان بر اساس ایزد زرتشتی آپام نبات نامگذاری شده‌است

### ۷-نپتون
قمر تریتون:
- اشکفت: ماه
- حفره پیچیده: کاسو (دریاچه کاسو در اساطیر زرتشتی)

## سیارک‌ها
- اروس ۴۳۳
- شاه‌جهان
- ممتازمحل، زن ایرانی‌تبار جهانگیر (شاه هند)
- عمر خیام: سیارک ۳۰۹۵ عمر خیام به افتخار این دانشمند نامگذاری شده‌است.
- هخامنشی ۵۱۲۶

## اجرام وسیاره فراخورشیدی
نام‌های ایرانی؛ ۴۲۴ سال نوری دورتر از زمین. یک ستاره در صورت فلکی مار و سیارهای که به دورش می‌چرخد. دو جرم شبیه زمین و خورشیدِ روشنش؛ سیاره HD 175541 b و ستاره HD 175541 b. این نخستین بار است که اجرام بیرون از منظومه شمسی، نامی ایرانی به خود می‌گیرند، نامهایی برآمده از فرهنگ و زبان این سرزمین که این بار به انتخاب شهروندان است، نه دانشمندان.
اتحادیه بین‌المللی نجوم: «کاوه» و «کاویان»، نام‌های برگزیده ایران برای ستاره HD175541 و سیاره فراخورشیدی آن است.